# وزارة الاستخبارات والأمن الوطني (إيران)
وزارة الاستخبارات والأمن الوطني أو تسمى وزارة الاستخبارات والأمن القومي لجمهورية إيران الإسلامية (بالفارسية: وزارت اطلاعات جمهوری إسلامی ایران) هي الشرطة السرية وجهاز المخابرات الرئيسي في إيران.
في البداية كان من المعروف أنها SAVAMA، عندما تولى جهاز المخابرات السابق الحكومات. يبقى جزءا مهما من الجهاز الأمني للحكومة الإيرانية، وممولة تمويلا جيدا ومجهزة.
في عام 1999 تم ألقاء المسؤلية على ما سمي ب«العناصر المارقة» في الوزارة المسؤولة عن عمليات القتل المتسلسلة الشهيرة أو ما يسمى بسلسلة الاغتيالات في إيران التي طال العديد من الكتاب والمثقفين المعارضين، بما في ذلك اغتيال المعارضين السياسيين الإيرانيين داخل وخارج البلاد ولها دور مهم وكبير وفعال في زرع الخلايات التجسسية في شتى أنحاء العالم بما فيها دول الخليج العربي 

## وزراء وزارة الاستخبارات
- سید اسماعیل خطیب هو الوزير الحالي
- محمود علوي، وزيراً في زمن رئاسة حسن روحانی
- محمد ري شهري، هو الوزير الأول لوزارة الاستخبارات بعد انتصار الثورة وذلك في زمان رئاسة علي خامنئي لإيران.
- علي فلاحيان، وزيراً في زمن رئاسة أكبر هاشمي رفسنجاني.
- وفي رئاسة محمد خاتمي تولى قربان علي دري نجف آبادي ثم علي يونسي منصب وزير الإستخبارات.
- وعند تولي محمود أحمدي نجاد الرئاسة أصبح غلام حسين محسني إيجائي وبعده حيدر مصلحي وزيراً للإستخبارات.[2]

## في الأدب
- ظهر في أعمال أدبية، منها رواية "نادي الانتحار" للأديب المصري كريم الصياد كامتداد لسياسة الاغتيالات التي اشترت بها فرقة الحشاشين.[3]